# Natália Šubrtová
Natália Šubrtová (Kežmarok, 1º maggio 1989) è un'ex sciatrice alpina slovacca, guida vedente e nove volte campionessa ai Giochi paralimpici invernali.

## Carriera

### Paralimpiadi
Come guida vedente di Henrieta Farkašová, ha vinto tre ori alle Paralimpiadi invernali 2010, a Whistler Creekside nelle gare femminili di slalom gigante, supercombinata, superG per non vedenti e una medaglia d'argento nella discesa libera femminile non vedenti.
Alle Paralimpiadi invernali di Pyeongchang del 2018 le due atlete hanno vinto quattro medaglie d'oro e una d'argento,, diventando la coppia con più medaglie in assoluto dei giochi paralimpici invernali

### Campionati mondiali
Ai Campionati mondiali di sci alpino del Comitato Paralimpico Internazionale (IPC) a Sestriere, nel gennaio 2011, la coppia slovacca formata da Henrieta Farkašová e dalla sua guida Natália Šubrtová ha vinto ben quattro medaglie d'oro durante le gare femminili della categoria ipovedenti (slalom gigante, supercombinata, discesa libera e slalom speciale) e una medaglia di bronzo nell'evento a squadre.

### Coppa del Mondo
La coppia ha vinto tre medaglie d'oro anche durante la Coppa del Mondo di sci alpino paralimpico: nello slalom gigante VI a Kuhtai nel 2017,, nello slalom gigante a Veysonnaz nell'edizione 2018 e nello slalom speciale VI a Zagreb nel 2018

## Palmarès

### Paralimpiadi
- 12 medaglie:
  - 9 ori (supergigante, supercombinata e slalom gigante a Vancouver 2010; discesa libera e slalom gigante a Soči 2014; discesa libera, supergigante, supercombinata e slalom gigante a Pyeongchang 2018)
  - 2 argenti (discesa libera a Vancouver 2010; slalom speciale a Pyeongchang 2018)
  - 1 bronzo (slalom speciale a Soči 2014)

### Campionati mondiali
- 5 medaglie:
  - 4 ori (slalom gigante, supercombinata, discesa libera e slalom speciale a Sestriere 2011)
  - 1 bronzo (evento a squadre a Sestriere 2011)

### Coppa del Mondo
- 3 medaglie:
  - 3 ori (slalom gigante a Kuhtai 2017; slalom gigante a Veysonnaz 2018; slalom speciale a Zagreb 2018)